# Comtat de Saintes
El comtat de Saintes fou una jurisdicció feudal d'Aquitània. Ja s'esmenta un Pal·ladi comte de Saintes vers el 585.
En temps de Carlemany estava probablement unit al comtat de Bordeus i hauria estat governat per Seguí I i Seguí II. Només el segon apareix amb aquest títol a la crònica d'Ademar de Chabannes ("Siguinus comes Burdagalensis et Sanctonicensis"). Seguí fou capturat i fet presoner pels normands que van cremar Saintes i després van matar el comte, i ho data a l'any següent en què Bernat II de Poitou i Arveu (Hervé) fill de Rainald o Renald d'Herbauges van morir, i com que això fou el 844, Seguí hauria mort el 845. Posteriorment apareix com a comte Guillem de Septimània per un període breu (vers 845 a 847) doncs fou fet presoner pels normands, i quan fou alliberat se'n va anar a Septimània on va dirigir una revolució que va exercir el poder per poc temps (848-850). Llavors s'hauria combatut en aquestos territoris contra els normands i un comte de nom Landri es va apoderar de la regió segurament amb el suport del seu cosí Emenó comte de Périgord. El 14 de juny del 866 landri va morir en una batalla contra el seu cosí Emenó (ara també comte d'Angulema) amb el que es disputava el castell de Bouteville; Emenó va morir tanmateix als pocs dies, a causa de les ferides. El càrrec de comte ja no fou cobert. La seva jurisdicció fou agregada al comtat d'Angulema excepte per un breu període(877 a 892) quan fou donat a Gausbert (germà de Rainulf II de Poitiers) a la mort del qual va retornar a Angulema.

## Llista de comtes
- Seguí I ?-819
- Seguí II 819-845
- Guillem de Septimània 845-847
- Ocupació normanda 847- vers 850
- Landri vers 850-866
- Vulgrí I d'Angulema 866-877
- Gausbert 877-892